# Topònims de la Rua
Llistat de topònims del terme municipal d'Abella de la Conca, del Pallars Jussà presents a la Viquipèdia.

## Edificis d'Abella de la Conca

### Castells
- Castell de la Rua

### Esglésies

#### Romàniques
- Sant Antoni de la Rua

### Masies (pel que fa a l'edifici)
| - Cal Curt - El Ferraç | - Can Miquel de la Borda | - Lo Notari | - Lo Perot |

## Geografia

### Camps de conreu
| - Camps de Can Miquel - Lo Tros Gran | - El Planell | - Camps de la Rua | - Trossos de la Rua |

### Cingleres
| - Rocablanca | - Roca de la Rua |  |  |

### Clots
- Sots de la Rua

### Colls, collades, graus i passos
| - Coll d'Agell | - Coll d'Espina |  |  |

### Corrents d'aigua (barrancs, canals, llaus, rases, rius i torrents)
| - Rasa del Coll d'Espina | - El Rialb |  |  |

### Diversos (indrets i partides)
| - Lo Coll d'Espina | - Rocablanca |  |  |

### Entitats de població
- La Rua

### Masies (pel que fa al territori)
| - Cal Curt - El Ferraç | - Can Miquel de la Borda | - Lo Notari | - Lo Perot |

### Muntanyes
| - La Corona | - Lo Morral | - Pical Ras |  |

### Obagues
- Obaga de la Borda

### Partides rurals
| - El Bosc - Les Canals - Cal Curt | - Coll d'Agell - Lo Coll d'Espina - Faiera | - Les Planes - Rebolleda | - El Serrat - Vall de Flac |

### Roques
- Los Picalts

### Serres
- Serra de les Carboneres

### Solanes
| - Solanes de Cal Negre | - Solana del Mig | - Solà del Perot | - Les Solanes |

### Vies de comunicació
| - Camí de Can Miquel de la Borda | - Camí de Comiols | - Camí del Riu | - Camí de la Rua |